# Сафронов, Илья Сергеевич
Илья Сергеевич Сафронов (20 июля 1905, д. Мучакова, Юсьвинская волость, Соликамский уезд, Пермская губерния — 25 сентября 1965, Кудымкар) — советский партийный деятель.

## Биография
В 1927—1929 годы проходил службу в Красной Армии, в 1930—1932 гг. работал в лесной промышленности, с 1931 года принадлежал к ВКП(б).
С 1932 года работал в сельсовете и в секторе селекции в сельском хозяйстве в Коми-Пермяцком автономном округе, с июля до ноября 1938 года был заместителем директора политотдела МТС, начиная с ноября 1930 года по октябрь 1940 года был заместителем председателя, а с 16 октября 1940 по 24 декабря 1950 — председатель исполкома Коми-Пермяцкого окружкома КПСС.
В 1950—1952 годы был слушателем областной партийной школы в Молотове, с августа 1952 по сентябрь 1955 года — 1-й секретарь Кудымкарского горкома ВКП(б)/КПСС, с сентября 1955 по март 1957 — 1-й секретарь Белоевского районного комитета КПСС, а с 12 марта 1957 года по 26 февраля 1962 — председатель исполнительного Комитета Коми-Пермяцкого областного совета.
Был награждён Орденом Знак Почета (1944) и Орденом Трудового Красного Знамени (1957).